# Bernhard Braun (Unternehmer)
Bernhard Braun (* 1. Juni 1906 in Melsungen; † 31. Dezember 1993 ebenda) war ein deutscher Arzt, Chemiker und Unternehmer. 1962 erfand er den peripheren Venenkatheter aus Kunststoff.

## Leben
Braun wurde als dritter Sohn des Apothekers und Fabrikanten Carl Braun geboren. Seinem Studium am Institut für Pharmazeutische Chemie an der Philipps-Universität Marburg in Marburg schloss er ein Medizinstudium in Leipzig an. 
Im Jahr 1937 verließ er Leipzig und übernahm die wissenschaftliche Leitung des väterlichen Unternehmens, während sein Bruder Otto als kaufmännischer Vorstand desselben Pharma- und Medizinbedarfsunternehmens B. Braun Melsungen arbeitete. Es erfolgte die Entwicklung des ersten resorbierbaren, synthetischen Nahtmaterials Synthofil. Zu Ende des Zweiten Weltkriegs geriet Braun in amerikanische Kriegsgefangenschaft und wurde als Arzt in einem Lazarett eingesetzt. Nach der Rückkehr nach Melsungen baute er das Unternehmen wieder auf und schaffte die wesentlichen Voraussetzungen um aus dem 500-Mitarbeiter-Betrieb ein Globales Unternehmen mit 35.000 Beschäftigten und 3,5 Milliarden Euro Jahresumsatz (Stand: 2007) zu formen. Er stieg mit seinem Unternehmen in die Infusionstechnik ein, ersetzte die damals verwendeten Materialien Glas und Metall durch Kunststoffe und machte damit erstmals medizinische Einmalgeräte möglich. 1962 kam die Braunüle, die erste flexible Venenverweilkanüle, auf den Markt.

## Ehrungen
- Bundesverdienstkreuz 1. Klasse (12. Mai 1971)[2]
- Großes Bundesverdienstkreuz (18. Mai 1976)[2]
- Großes Bundesverdienstkreuz mit Stern (13. Mai 1986)[2]